# Линия М1 (Варшава)
Линия М1 — первая линия Варшавского метрополитена. Линия имеет длину 23,1 км и имеет 21 станцию. Линия проходит от усадьбы Кабаты в Урсиновском районе до района Млоцины в Белянах.

## История
В 1975 году в Варшаве начал работу штаб, который возглавил инженер Тадеуш Куликовский - этой организации было поручено разработать проект первой линии варшавского метро протяжённостью 23,5 км.
Решение о его строительстве было принято в 1982 году, а через год начались строительные работы в Урсынуве. 7 апреля 1995 года был запущен первый участок трассы, соединяющий Урсынув и Мокотув со Шредмьешкевом, а следующие участки были введены в эксплуатацию в последующие годы. В 2008 году было завершено строительство участка и начаты переезды по всей линии. В 2014 году было принято решение отказаться от планов строительства двух станций в центре города, которые были опущены в 1989 году по финансовым причинам.

## Пересадки
| № | Пересадка на линию | Со станции   | На станцию   |
| - | ------------------ | ------------ | ------------ |
| 1 | Линия М1           | Свентокшиска | Свентокшиска |

## Подвижной состав
| Вагон                                    | Годы постройки         | Число вагонов | Число поездов |
| ---------------------------------------- | ---------------------- | ------------- | ------------- |
| 81-717.3/714.3 81-572/573 81-572.1/573.1 | 1989, 1994, 1997, 2007 | 84            | 14            |
| 81-572.2/573.2                           | 2008–2009              | 36            | 6             |
| Alstom Metropolis 98B                    | 2000–2002, 2004–2005   | 84            | 14            |
| Siemens Inspiro                          | 2013–2014              | 90            | 15            |
| Всего                                    | Всего                  | 294           | 49            |